# L'avvenire di Sardegna
L'avvenire di Sardegna è stato un quotidiano pubblicato a Cagliari dal 1871 al 1893, giornale politico internazionale, organo internazionale della colonia italiana della Tunisia.Il giornale è diretto da Giovanni De Francesco, noto con lo pseudonimo Mongibello, il quale partecipa alle imprese garibaldine in Sicilia e, a Napoli nel 1866 si dedica all'attività giornalistica scrivendo nel quotidiano Italia diretto da Francesco de Sanctis, nel 1867 si trasferisce a Cagliari per dirigere il Corriere di Sardegna che lascia nel 1870 per fondare l'Avvenire di Sardegna. Al quotidiano collaborano Giuseppe Turco, Emilio Spagnolo, Medardo Riccio, redattore de L'Ora di Palermo, Marcello Vinelli. Aderirono alla redazione anche Ottone Baccaredda, Dionigi Scano . 